# Ухарь-купец (песня)

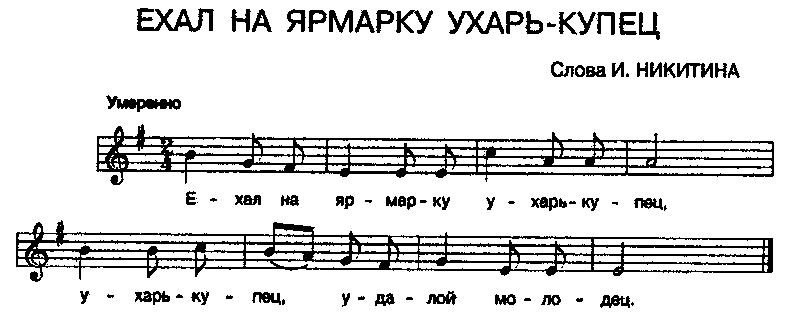
Ноты первых строк песни

Ухарь-купец («Ехал из ярмарки ухарь-купец…», «Ехал на ярмарку ухарь-купец…») — популярная русская песня по стихотворению И. С. Никитина «Ехал из ярмарки ухарь-купец» (1859 год).

## Сюжет
Стихотворение рассказывает о совращении проезжим купцом деревенской девушки с согласия её отца. В первом куплете описывается антигерой:

Ехал из ярмарки ухарь-купец,

Ухарь-купец, удалой молодец.

Стал он на двор лошадей покормить,

Вздумал деревню гульбой удивить.

В красной рубашке, кудряв и румян,

Вышел на улицу весел и пьян.— Стихотворение И. С. Никитина, 1858

## Описание
Существуют многочисленные версии текста (в частности, в первой строке купец едет на ярмарку или с неё) и аранжировки музыки, авторство которой обычно приписывается Я. Ф. Пригожему или Э. Мартынову. Наиболее популярная из почти шестидесяти песен на стихи Никитина, по жанру близка к городскому романсу.
Песенные варианты зачастую полностью изменяют нравственную тему обличительного стихотворения, превращая произведение в разгульную плясовую песню. Сюжет песни, в котором купец совращает девушку, привёл к изменению эмоционального окраса слова «ухарь» в русском языке: первоначальное положительное значение «весёлый, энергичный человек» перешло в негативное. В. М. Мокиенко прослеживает от этой песни также современное выражение «ехать с ярмарки» (то есть доживать свои дни).
Как «романс с сюжетом», песня подошла в качестве основы для популярного в начале XX века жанра «кинопесни» и была дважды экранизирована в 1909 и 1916 годах. В современном кинематографе песня звучит в исполнении Е. В. Смольяниновой в телесериале «Жизнь Клима Самгина». На основе музыки «Ехал на ярмарку ухарь-купец» была написана песня «Долой полицей» и финская сатирическая песня времён Второй мировой войны под названием «Njet Molotoff».